# Улица Ореста Васкула
Улица Ореста Васкула (укр. ву́лиця Ореста Васкула) — улица в Святошинском районе города Киева, местности Святошино, Беличи. Пролегает от улицы Гетмана Кирилла Разумовского до улицы Николая Ушакова.
Примыкают улицы Мирослава Поповича, Чернобыльская.

## История
Возникла в начале XX века под названием Северная улица (проходила по северной границе Святошино).
31 марта 1975 года Северная улица в Ленинградском районе была переименована на улицу Феодоры Пушиной — в честь Героя Советского Союза, участницы освобождения Киева Феодоры Андреевны Пушиной, согласно Решению исполнительного комитета Киевского городского Совета депутатов трудящихся № 302.
В процессе дерусификации городских объектов, 27 октября 2022 года улица получила современное название — в честь участника вооружённого подполья ОУН Ореста Павловича Васкула.

## Застройка
Улица пролегает в западном направлении параллельно Берестейскому проспекту. Улица разделена на два напрямую не связанных участка проспектом Академика Палладина. Конец улицы с односторонним движением — в направлении от Чернобыльской улицы до проспекта Академика Палладина. 
Улица с улицей Мирослава Поповича и Северным переулком образовывают Святошинскую площадь.
Парная и непарная стороны улицы заняты многоэтажной жилой застройкой и учреждениями обслуживания. Начало западного участка (после примыкания проспекта Академика Палладина) улицы (её парную сторону) занимает сквер имени Феодоры Пушиной.
Учреждения:
1. дом № 5 — детсад № 472
2. дом № 4 — гимназия «Академия»
3. дом № 6 — детская школа искусств № 8
4. дом № 54 — Межшкольный учебно-производственный комбинат Святошинского району

Мемориальные доски:
1. дом № 30/32 — Феодоре Андреевне Пушиной — комментарий именования улицы